# カー郡 (テキサス州)
カー郡（カーぐん、英: Kerr County）は、アメリカ合衆国テキサス州の中央部、エドワーズ高原に位置する郡である。2010年国勢調査での人口は49,625人であり、2000年の43,653人から13.7%増加した。郡庁所在地はカービル市（人口22,347人）であり、同郡で人口最大の都市でもある。カー郡は1856年に設立され、郡名は、初期開拓者のジョシュア・D・ブラウンが、友人でテキサス共和国議員を務めたケンタッキー州生まれのジェイムズ・カーにちなんで名付けた。カー郡設立の6年前にカーが死んでいたので、この領域に来たことは無かった。
カー郡は、その全体でカービル小都市圏を構成している。

## 年譜
- 紀元前8000年、カー郡となった地域に最初に人類が住むようになった。古代には数多い文化を持った部族が住んでいた。ヨーロッパ人が遭遇したインディアン部族としては、カイオワ族、コマンチ族、リパン・アパッチ族などがいた [4]
- 1842年、アーデルスフェラインの[5]フィッシャー・ミラー土地特許によって300万エーカー (12,000 km2) の土地が、ドイツ人、オランダ人、スイス人、デンマーク人、スウェーデン人、ノルウェー人の600家族と単身者のために確保された[6]
- 1844年6月26日、ヘンリー・フランシス・フィッシャーがアーデルスフェラインに対する土地特許の利権を売却した
- 1845年、ソルムス・ブラウンフェルスのプリンス・カールが、アーデルスフェラインのためにコマールスプリングスと川を含む、1,265エーカー (5 km2) の土地の所有権を確保した。多くのドイツ人移民がマタゴルダ湾インディアナオラの港で降り立って、立ち往生していた。食料や雨風を凌ぐものもなく、地面に穴を掘って暮らし、およそ半数が病気と飢えのために死んだ[7][8]。
- 1846年、ジョシュア・ブラウンが最初の開拓者になった[9]
- 1854年5月14日-15日、ドイツ人移民によるテキサス州会議がサンアントニオで開催され、政治、社会、および宗教に関する次のような綱領を採択した。1) 平等な労働に対する平等な報酬 2) アメリカ合衆国大統領の直接選挙 3) 死刑の廃止 4) 奴隷制度は悪であり、その廃止は民主主義原則の要求である 5) 大学を含め、宗教の影響無しに州が支援する無料教育 6) 教会と政府の完全な分離[10]
- 1855年7月8日、アメリカ陸軍のキャンプ・ベルデが設立された[11]
- 1856年、カー郡がベア郡第2地区から設立された。ジョシュア・ブラウンがカービルの町となる土地を寄付し、友人のジェイムズ・カーに因んで名付けた。カービルが郡庁所在地になった[4]。アメリカ陸軍ラクダ軍団が、ベルデを本拠として作られた。これはアメリカ合衆国陸軍長官ジェファーソン・デイヴィスの考案だった[12]
- 1859年、センターポイントの町が設立された[13]
- 1860年-1861年、郡の人口は634人であり、このうち奴隷が49人だった。ドイツ系移民のためにサンズ・オブ・ハーマン支部が結成された。この支部はドイツの伝説上の英雄的族長ハーマン・ザ・チェルスカーに因む名前だった[4]
- 1861年、テキサス州の連邦からの脱退について、カー郡の住民投票は賛成76票、反対57票と割れ、ドイツ系移民の大半が反対した。カー郡、ジルスピー郡、ケンドール郡の北部支持者が、エイブラハム・リンカーン大統領の政策を支持する秘密組織、ユニオン・リーグの結成に参加した[14]
- 1862年、ユニオン・リーグはフロンティアをインディアンから守り、その家族を南軍から守るために中隊を結成した。良心的兵役拒否者は主にテハーノやドイツ系移民に多かった。南軍指導部はテキサス州中央部に戒厳令を敷いた。キニー郡ではニュエセスの虐殺が起こった。ジェイコブ・クーフラーが良心的兵役拒否者61人をメキシコに逃がす案内役を務めた。スコットランド生まれの南軍非正規兵ジェイムズ・ダフとそのパルティザン・レンジャーが彼等を追跡し、ニュエセス川で追いついた。34人が殺され、捕虜になった後に処刑された者もいた。ジェイコブ・クーフラーは生き残った。この事件の残酷さがジルスピー郡民に衝撃を与えた。2,000人が岡に上ってダフの恐怖政治から逃れた。ジルスピー郡内ハーパーの町に近いスプリングクリーク墓地には、セバード・ヘンダーソン、ハイラム・ネルソン、ガス・テグナー、フランク・スコットの名前が記された1つの墓がある。その碑銘には「ジェイムズ・ダフ大佐の南軍連隊によって、絞首刑にされ、スプリングクリークに投げ込まれた」と記されている[15][16][17]
- 1866年8月10日、ニュエセスの虐殺で犠牲になったテキサス人のために、トロイエ・デア・ユニオン（連邦への忠誠者）記念碑がコンフォートで除幕された。南軍の領内で国立墓地以外では唯一の北軍に対する記念碑だった。アメリカ合衆国国旗を永続的に半旗で掲揚することが認められている6か所の1つでもある[18][19]
- 1880年、チャールズ・アーマンド・シュライナーがY・O・牧場を設立した[20]
- 1887年、サンアントニオ・アンド・アランサスパス鉄道がカービルを通って建設された
- 1919年、テキサス州のアメリカン・リージョンが、カービル市の退役兵医療センターとなった場所に設立された[21]
- 1923年、カービル市にシュライナー大学が設立された[22]
- 1926年、オーラ・ジョンソンが、ハントにキャンプ・ウォルドマー・キリスト教少女キャンプを設立した[23]
- 1929年、カービル市でムーニー航空機が設立された[24]
- 1930年、カービル市が「世界のモヘアの首都」と呼ばれるようになった"[4]
- 1949年、シッド・ピーターソン記念病院が完成した[25]
- 1951年、カービル州立病院が開設された[26]

## 地理
アメリカ合衆国国勢調査局に拠れば、郡域全面積は1,108平方マイル (2,870 km2)であり、このうち陸地1,106平方マイル (2,865 km2)、水域は2平方マイル (5 km2)で水域率は0.14%である。

### 主要高規格道路
- 州間高速道路10号線
- アメリカ国道83号線
- テキサス州道16号線
- テキサス州道27号線
- テキサス州道39号線
- テキサス州道41号線
- テキサス州道173号線

### 隣接する郡
- キンブル郡 - 北
- ジルスピー郡 - 北東
- ケンドール郡 - 東
- バンデラ郡 - 南
- リアル郡 - 南西
- エドワーズ郡 - 西

## 人口動態
以下は2000年の国勢調査による人口統計データである。
| 基礎データ - 人口: 43,653人 - 世帯数: 17,813 世帯 - 家族数: 12,308 家族 - 人口密度: 15人/km2（40人/mi2） - 住居数: 20,228軒 - 住居密度: 7軒/km2（18軒/mi2） 人種別人口構成 - 白人: 88.89% - アフリカン・アメリカン: 1.78% - ネイティブ・アメリカン: 0.56% - アジア人: 0.51% - 太平洋諸島系: 0.05% - その他の人種: 6.60% - 混血: 1.62% - ヒスパニック・ラテン系: 19.13% 年齢別人口構成 - 18歳未満: 22.7% - 18-24歳: 6.7% - 25-44歳: 22.2% - 45-64歳: 23.5% - 65歳以上: 24.9% - 年齢の中央値: 44歳 - 性比（女性100人あたり男性の人口） - 総人口: 92.0 - 18歳以上: 87.8 | 世帯と家族（対世帯数） - 18歳未満の子供がいる: 25.5% - 結婚・同居している夫婦: 56.8% - 未婚・離婚・死別女性が世帯主: 9.2% - 非家族世帯: 30.9% - 単身世帯: 27.5% - 65歳以上の老人1人暮らし: 15.0% - 平均構成人数 - 世帯: 2.35人 - 家族: 2.84人 収入と家計 - 収入の中央値 - 世帯: 34,283米ドル - 家族: 40,713米ドル - 性別 - 男性: 27,425米ドル - 女性: 21,149米ドル - 人口1人あたり収入: 19,767米ドル - 貧困線以下 - 対人口: 14.5% - 対家族数: 10.3% - 18歳未満: 21.6% - 65歳以上: 8.4% |

## 都市と町
- イングラム、人口1,804人
- カービル、人口22,347人 - 郡庁所在地

### 未編入の町
- センターポイント
- ハント
- マウンテンホーム

## 大衆文化の中で
- 1963年の映画『ハッド』（主演はポール・ニューマン）は、ハントのキャンプ・ウォルドマーで撮影された
- 1972年、第1回カービル・フォーク・フェスティバルが開催された
- 1975年の映画『華麗なるヒコーキ野郎』（主演はロバート・レッドフォード）は、カービルで撮影された
- 2005年、イギリスの有名な遺跡のレプリカを作った「ストーンヘンジ II」が「ウェアード・テキサス」に掲載された[30]